# El Descanso
El Descanso är en ort i Mexiko.   Den ligger i kommunen Choix och delstaten Sinaloa, i den nordvästra delen av landet, 1 300 km nordväst om huvudstaden Mexico City. El Descanso ligger 368 meter över havet och antalet invånare är 146.
Terrängen runt El Descanso är lite bergig. Runt El Descanso är det mycket glesbefolkat, med 7 invånare per kvadratkilometer. Närmaste större samhälle är El Reparo, 13,8 km söder om El Descanso. I omgivningarna runt El Descanso växer huvudsakligen savannskog.